# Зайцево (Башкортостан)
Зайцево (баш. Зайцев) — село в Янаульском районе Башкортостана, относится к Первомайскому сельсовету.

## География
Расположено на речке Ваня. Расстояние до:
- районного центра (Янаул): 23 км,
- центра сельсовета (Сусады-Эбалак): 15 км,
- ближайшей ж/д станции (Янаул): 23 км.

## История
Деревня основана во второй половине XVIII века дворцовыми крестьянами на территории Осинской дороги, V ревизия 1795 года учла 80 человек в 13 дворах.
В 1870 году — деревня Зайцева 3-го стана Бирского уезда Уфимской губернии, 75 дворов и 465 жителей (234 мужчины и 231 женщина, все русские). Имелись часовня и 5 водяных мельниц.
В 1896 году в деревне Черауловской волости VII стана Бирского уезда — 146 дворов, 904 жителя (436 мужчин, 468 женщин), часовня, хлебозапасный магазин, 3 торговые лавки, 12 маслобойных заведений и 3 мельницы.
По данным переписи 1897 года в деревне проживало 837 жителей (401 мужчина и 436 женщин), из них 830 были православными.
В 1906 году — 973 жителя, часовня, 2 кузницы, 2 бакалейные лавки, хлебозапасный магазин. В 1909 году уже имелось одноклассное земское училище, где обучалось 18 мальчиков и 13 девочек.
По данным подворной переписи, проведённой в 1912 году, деревня была единственным селением Зайцевского сельского общества Черауловской волости. В деревне имелось 120 хозяйств удельных крестьян (из них 6 без надельной земли), где проживало 737 человек (380 мужчин, 357 женщин). Количество надельной земли составляло 1052 казённые десятины (из неё 7,84 десятины сдано в аренду), в том числе 830 десятин пашни и залежи, 78 десятин неудобной земли, 58 десятин усадебной земли, 53 десятины леса и 33 — сенокоса. Также 587,7 десятин земли было куплено, 44,5 — арендовано. Посевная площадь составляла 917,25 десятины, из неё примерно половину занимала рожь, чуть больше четверти — овёс, также сеяли гречу, коноплю и травы. Из скота имелось 243 лошади, 467 голов КРС, 448 овец и 260 свиней. 10 хозяйств держали 124 улья пчёл.
В 1920 году по официальным данным в деревне той же волости 148 дворов и 819 жителей (385 мужчин, 434 женщины), по данным подворного подсчета — 864 русских и 16 белорусов в 157 хозяйствах.
В 1926 году деревня относилась к Краснохолмской волости Бирского кантона Башкирской АССР.
В 1939 году население деревни составляло 687 человек, в 1959 году — 485 жителя.
В 1952 году деревня относилась к Чераульскому сельсовету Янаульского района, в 1969 году показана уже селом с населением 510 человек по данным текущего учёта, центром Зайцевского сельсовета.
В 1982 году население — около 320 человек.
В 1989 году — 344 человека (158 мужчин, 186 женщин).
В 2002 году — 392 человека (181 мужчина, 211 женщин), русские (70 %).
В 2008 году село передано из упразднённого Зайцевского сельсовета (центром которого было) в Первомайский.
В 2010 году — 315 человек (146 мужчин, 169 женщин).
Имеются основная школа, детский сад, ФАП, дом культуры, библиотека.

## Население
| 2002 | 2009 | 2010 |
| ---- | ---- | ---- |
| 392  | ↘371 | ↘315 |